# П'єдмонт (Міссурі)
П'єдмонт (англ. Piedmont) — місто (англ. city) в США, в окрузі Вейн штату Міссурі. Населення — 1897 осіб (2020).

## Географія
П'єдмонт розташований за координатами 37°9′1″ пн. ш. 90°41′45″ зх. д. / 37.15028° пн. ш. 90.69583° зх. д. (37.150372, -90.695747).  За даними Бюро перепису населення США в 2010 році місто мало площу 5,54 км², з яких 5,53 км² — суходіл та 0,01 км² — водойми.

### Клімат
| Клімат : П'єдмонт     | Клімат : П'єдмонт | Клімат : П'єдмонт | Клімат : П'єдмонт | Клімат : П'єдмонт | Клімат : П'єдмонт | Клімат : П'єдмонт | Клімат : П'єдмонт | Клімат : П'єдмонт | Клімат : П'єдмонт | Клімат : П'єдмонт | Клімат : П'єдмонт | Клімат : П'єдмонт | Клімат : П'єдмонт |
| Показник              | Січ.              | Лют.              | Бер.              | Квіт.             | Трав.             | Черв.             | Лип.              | Серп.             | Вер.              | Жовт.             | Лист.             | Груд.             | Рік               |
| Середній максимум, °C | 5,6               | 10,0              | 15,0              | 21,7              | 26,1              | 30,6              | 33,3              | 32,2              | 27,2              | 21,1              | 13,9              | 7,8               | 20,4              |
| Середній мінімум, °C  | −6,7              | −4,4              | 0,6               | 5,6               | 10,6              | 16,1              | 18,9              | 17,2              | 13,3              | 6,1               | 1,1               | −4,4              | 6,2               |
| Норма опадів, мм      | 79                | 78                | 114               | 114               | 114               | 94                | 98                | 90                | 85                | 80                | 122               | 101               | 1171              |
| --------------------- | ----------------- | ----------------- | ----------------- | ----------------- | ----------------- | ----------------- | ----------------- | ----------------- | ----------------- | ----------------- | ----------------- | ----------------- | ----------------- |
| Джерело:              |                   |                   |                   |                   |                   |                   |                   |                   |                   |                   |                   |                   |                   |

## Демографія
Згідно з переписом 2010 року, у місті мешкало 1977 осіб у 823 домогосподарствах у складі 500 родин. Густота населення становила 357 осіб/км².  Було 993 помешкання (179/км²).
Расовий склад населення:
| - 96,5 % — білих - 1,0 % — азіатів - 0,5 % — чорних або афроамериканців - 0,3 % — корінних американців |

До двох чи більше рас належало 1,1 %. Частка іспаномовних становила 1,4 % від усіх жителів.
За віковим діапазоном населення розподілялося таким чином: 22,4 % — особи молодші 18 років, 56,5 % — особи у віці 18—64 років, 21,1 % — особи у віці 65 років та старші. Медіана віку мешканця становила 42,9 року. На 100 осіб жіночої статі у місті припадало 85,5 чоловіків;  на 100 жінок у віці від 18 років та старших — 81,2 чоловіків також старших 18 років.
Середній дохід на одне домашнє господарство  становив 41 765 доларів США (медіана — 28 371), а середній дохід на одну сім'ю — 56 313 долари (медіана — 37 000). За межею бідності перебувало 32,9 % осіб, у тому числі 40,3 % дітей у віці до 18 років та 22,8 % осіб у віці 65 років та старших.
Цивільне працевлаштоване населення становило 822 особи. Основні галузі зайнятості: освіта, охорона здоров'я та соціальна допомога — 21,8 %, виробництво — 19,7 %, роздрібна торгівля — 14,0 %, будівництво — 10,5 %.